# La Maison démontable
Pour les articles homonymes, voir One Week.
Pour plus de détails, voir Fiche technique et Distribution.
La Maison démontable ou La Maison démontable de Malec (titre original : One Week) est une comédie burlesque américaine écrite et réalisée par Buster Keaton et Edward F. Cline, sortie en 1920.
En 2008, le film est reconnu comme film important et entre dans le National Film Registry pour conservation à la Bibliothèque du Congrès des États-Unis.

## Synopsis
Buster, en cadeau de mariage, reçoit une dizaine de caisses contenant une maison en kit. Un rival dépité intervertit les numéros de caisses, vouant l’assemblage des pièces à l’échec. Il s’ensuit une semaine de mésaventures, débutant par la construction chaotique de la maison, poursuivant avec de multiples modifications sur cette dernière, l’arrivée d’un piano, le placement d’un tapis, suivi de la pendaison de crémaillère se terminant au milieu d’une tempête. Celle-ci fait même tourner la maison comme un manège. Finalement, Buster découvre qu’il s’est trompé de terrain, tire la maison à un autre endroit, mais son habitation bloquée en route sur la voie de chemin de fer est détruite par un train. Les jeunes mariés mettent alors les ruines en vente et s’en vont.

## Fiche technique
- Titre : La Maison démontable
- Titre original : One Week
- Titre alternatif : La Maison démontable de Malec
- Réalisation : Buster Keaton et Edward F. Cline
- Scénario : Buster Keaton et Edward F. Cline
- Photographie : Elgin Lessley
- Montage :
- Direction technique : Fred Gabourie
- Producteur : Joseph M. Schenck
- Société de production : Comique Film Corporation
- Société de distribution : Metro Pictures Corporation
- Pays de production :  États-Unis
- Langue : film muet avec les intertitres en anglais
- Métrage : 600 mètres (2 bobines)
- Format : Noir et blanc — 35 mm — 1,37:1 — Muet
- Genre : Comédie, Film burlesque
- Durée : 22 minutes 30
- Date de sortie : 
  - États-Unis : 1er septembre 1920

## Distribution
- Buster Keaton : le jeune marié
- Sybil Seely : la mariée
- Joe Roberts : le déménageur

## Autour du film

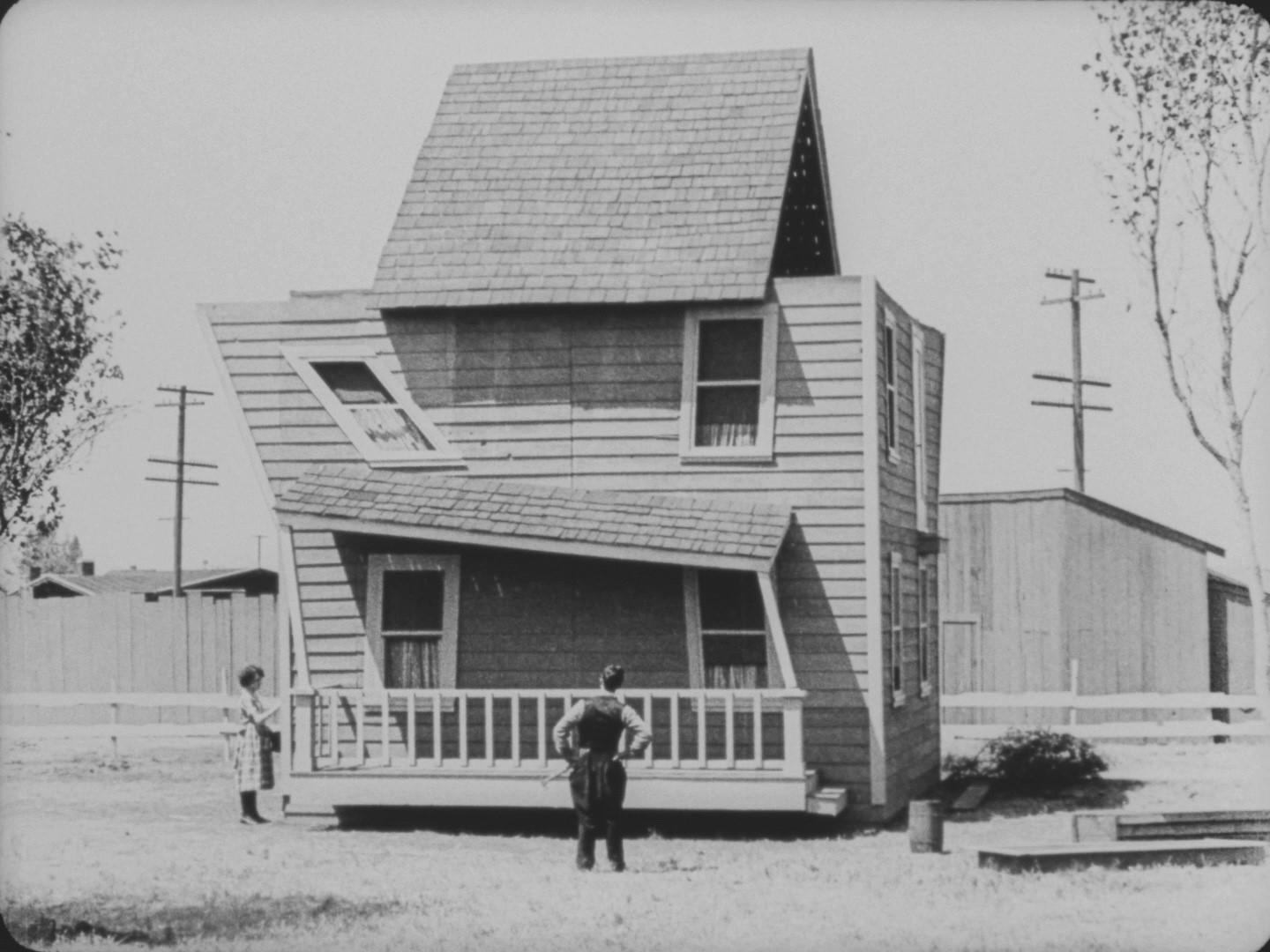
Scène tirée du film : Malec-Keaton contemple sa maison préfabriquée (mal) montée par lui-même.

- La référence à Malec correspond au nom français donné de manière générique aux personnages interprétés par Buster Keaton au début de sa carrière.
- En 2006, le groupe les Fils de Teuhpu met en musique et joue en live pendant la projection du film[réf. souhaitée].
- En 2013, Robert Fienga compose, sur une commande de la Société Philharmonique de Vernon, une musique originale pour orchestre d'harmonie pour la maison démontable, dont la première représentation en ciné concert a eu lieu le 23 novembre 2013, à l'auditorium de l'Espace Philippe Auguste à Vernon (Eure)[réf. souhaitée].
- En 2014, Florence Lenoir et Gaétan Tessé, deux compositeurs français, créent une musique originale pour ce court-métrage. La composition est écrite pour trio (violon/violoncelle/piano) et est créée par Florian Dantel (violon), Angèle Martin (violoncelle) et Pierre-Bastien Midali (piano) au musée Peugeot de Sochaux.
- Toujours en 2014, Stéphane Krégar a composé et orchestré une musique à la croisée de différentes ambiances en lien étroit avec l’image, dans une recherche d'amplification des émotions des images plus qu'une paraphrase du film. L'accompagnement en direct du court-métrage a été créé par la Frat'fanfare, dans les Deux-Sèvres, en mars 2014.
- En 2015, Baudime Jam a composé une partition originale pour l'accompagnement en direct de ce court métrage qui a été créée par le Quatuor Prima Vista[réf. souhaitée].
- Toujours en 2015, Stéphane Krégar a proposé une orchestration de sa composition, utilisant des instruments résolument modernes. Elle sera donnée sous la direction du compositeur par La Machine à démonter le temps, collectif jazz du Conservatoire Eustache-du-Caurroy de la Communauté d'agglomération du Beauvaisis.

## Récompenses et distinctions
- National Film Preservation Board en 2008.